# Kaís Saíd
Kaís Saíd (arabsky قَيس سَعِيد‎, Qais Suʿayyid, DMG, přepis francouzsky Kaïs Saïed; * 22. února 1958 Tunis, Tunisko) je tuniský právník, politik a od roku 2019 prezident Tuniska.

## Životopis
Je synem Moncefa Saïeda, který zachránil tuniskou a francouzskou právničku, feministku a esejistku Gisèle Halimi před nacisty. Jeho strýc Hicham Saied je prvním dětským chirurgem v Tunisku, který se světově proslavil oddělením siamských dvojčat v sedmdesátých letech.
Po studiích práva na Mezinárodním institutu pro humanitární právo v Sanremu učil na univerzitě v Tunisu jako právní vědec. Od roku 1990 do roku 1995 byl generálním tajemníkem Tuniské asociace ústavního práva a od roku 1995 viceprezidentem organizace. Saíd byl také děkanem právního oddělení University of Sousse a právním odborníkem Ligy arabských států a Arabského institutu pro lidská práva. V roce 1997 se stal předsedou Centra ústavního práva pro demokracii v Tunisu. Byl rovněž součástí výboru odborníků, který měl v roce 2014 posoudit nový návrh ústavy Tuniska.
Saíd byl jedním z prvních potvrzených kandidátů v tuniských prezidentských volbách v roce 2019. V prvním kole prezidentských voleb obsadil první místo s 18,4 % hlasů a do druhého kola postoupil s Nabilem Karouiem. Druhé kolo výrazně vyhrál s 72,7 procenty proti Karouiovi. Kromě svého politického postavení je zvláště pozoruhodný používáním moderní standardní arabštiny namísto tuniského dialektu. Pro nehybný výraz obličeje dostal přezdívku „Robocop“. Kromě toho se ve volební kampani vyhnul hlavním shromážděním a podle svých vlastních prohlášení nepřijal žádné volební dary.

## Vyznamenání
- athir Národního řádu za zásluhy – Alžírsko, 2. února 2020 – udělil prezident Abdal Madžíd Tabbúni[1]